# Harlan P. Banks
Harlan Parker Banks (* 1. September 1913 in Cambridge (Massachusetts); † 22. September 1998 in New Hampshire) war ein US-amerikanischer Botaniker und Paläobotaniker. Sein offizielles botanisches Autorenkürzel lautet „H.P.Banks“.
Banks studierte am Dartmouth College mit dem Bachelor-Abschluss 1934 und war dort danach Instructor für Botanik. Er promovierte an der Cornell University in Paläobotanik bei Loren C. Petry, war Associate Professor an der Acadia University in Neufundland und an der University of Minnesota und ab 1949 an der Cornell University. Zunächst war er Associate Professor und 1950 bis zur Emeritierung 1978 Professor für Botanik. 1950 bis 1961 stand er der Fakultät für Botanik vor.
Schwerpunkt seiner Arbeit waren Pflanzenfossilien des Devon in New York, die zu den frühesten Landpflanzen zählen.
Er hielt die Vorlesungen über Paläobotanik bei den Hundertjahrfeiern des Peabody Museum in Yale. 1984 wurde er Ehrendoktor von Dartmouth. 1987 wurde er auswärtiges Mitglied der Linnean Society of London und erhielt die Goldmedaille der Paleontological Society. 1957/58 war er Fulbright Scholar in Lüttich und 1963/64 als Guggenheim Fellow in Lüttich und Cambridge. 1968 war er Fellow von Clare Hall in Cambridge. Er war Fellow der American Association for the Advancement of Science und der National Academy of Sciences (1980) und Präsident der International Organization of Paleobotany (1969 bis 1975) und 1969 Präsident der Botanical Society of America.

## Schriften
- Evolution and Plants of the Past, Macmillan 1970